# Marcus Claudius Regulus
Marcus Claudius Regulus (vollständige Namensform Marcus Claudius Marci filius Palatina Regulus) war ein im 1. Jahrhundert n. Chr. lebender Angehöriger des römischen Ritterstandes (Eques).
Durch ein Militärdiplom, das auf den 16. September 94 datiert ist, ist belegt, dass Regulus 94 Kommandeur der Cohors I Cilicum war, die zu diesem Zeitpunkt in der Provinz Moesia superior stationiert war. Regulus war in der Tribus Palatina eingeschrieben. Laut Paul Holder ist aufgrund der Tribus Palatina davon auszugehen, dass Regulus Nachfahre eines Freigelassenen war.